# ۱۹۳ (قمری)
۱۹۳ (قمری)، صد و نود و سومین سال در گاهشماری هجری قمری است. اول محرم این سال برابر با بیست و نهم اکتبر سال ۸۰۸ میلادی است.

## درگذشتگان
- جمادی‌الثانی - هارون‌الرشید پنجمین خلیفهٔ عباسی
- شبطون فقیه و محدث اندلسی